# Manoel Viana
Manoel Viana egy község (município) Brazíliában, Rio Grande do Sul államban. 2022-ben népességét 6801 főre becsülték.

## Története
Területén régen minuano indiánok éltek. Manoel Viana városa – a mai községközpont – az Ibicuí folyó (az Uruguay fő mellékfolyója) egy átkelőjénél alakult ki, amely összeköttetést teremtett a missziók és a határvidékek közötti kereskedelmi forgalom számára. Az első lakóházat Inácio Cortes da Silva építette, őt követte többek között Dorico Marques, Madalena Camargo Saldanha és Mario Brites. A kialakuló település neve Passo Novo do Ibicui volt, majd amikor 1938-ban kisvárosi (vila) rangra emelték, felvette Manoel Viana ezredes nevét, aki 1908 és 1916 között intendánsként szolgált (a Manoel régies forma, mai írásmódja Manuel lenne). A településen a 20. század közepéig nagyon kevesen éltek, azonban 1945–1950 között megépült az Ibicuí felett átívelő General Osório híd, és ez jelentős népességnövekedést indított el. A termékeny, több folyó által öntözött környéken földművesek, állattenyésztők, iparosok telepedtek le. 1992-ben függetlenedett São Francisco de Assis községtől, és önálló községgé alakult.

## Leírása
Székhelye Manoel Viana, további kerületei nincsenek. A községközpont távolsága Porto Alegretől közúton 468 kilométer, Alegrete városától 40 kilométer. Az Ibicui folyó alapvető gazdasági szerepet játszik a község települései számára. Vizét a mezőgazdaság, különösen a rizstermesztés számára használják fel, emellett állattenyésztésre, halászatra, homokkitermelésre.